# نوپسرها آنولاتا
نوپْسِرها آنّولاتا یک گونه سوسک از خانوادهٔ سوسک‌های شاخک‌دراز است. جیمز تامسون در سال ۱۸۵۷ آن را توصیف و بررسی کرد. این گونه، در بوتان، هند، نپال و پاکستان یافت شده است.

## زیرگونه‌ها
- نوپْسِرها آنّولاتا آنّولاتا (تامسون، ۱۸۵۷)
- نوپْسِرها آنّولاتا موستانژِنیس (۱۹۹۰ ، Holzschuh)